# Yachtmatrose
Yachtmatrosen  sind Berufsseeleute, die für eine Heuer auf Luxusyachten seemännisch arbeiten. Die Bezeichnung wurde in den 1840er Jahren für Berufsseeleute gewählt, die im Garde-Pionierbataillon dienten und die man zur Arbeit auf der königlichen Yacht-Fregatte „Royal Louise“ abkommandierte. Sie wurden in der Matrosenstation an der Glienicker Brücke einquartiert. Später stellte die Preußische Marine Besatzungen für die königlichen Yachten zusammen.
Private Eigner großer Segelyachten mussten für bestimmte Wettfahrten auf ihren Booten je nach Wasserlinienlänge mindestens bis zu 25 Berufsseeleute als Yachtmannschaft an Bord einsetzen.
Ein Eigner ohne anerkannten Segelführerschein darf seine Segelyacht als Steuermann im Rennen nicht selbst führen. Yachtkapitäne, Yachtbootsleute und Yachtmatrosen sollten zusätzlich zu ihrem Gehalt oder ihrer Heuer Renn- und Preisgelder erhalten.
Eckernförder Fischer, die auf Hochseeyachten anheuerten, gründeten 1906 den noch heute existierenden Verein der Yachtmannschaften in Eckernförde.